# The Escape of Jim Dolan
The Escape of Jim Dolan is een Amerikaanse western uit 1913. In Nederland werd de film onder drie titels vertoond in de bioscopen: in 1913 als Tom Mix in De ontsnapte misdadiger, in 1914 als De ontsnapping van Tom Mix en in 1916 en 1917 als De ontvluchting van Jim Dolan. Selig benadrukte de prestaties van Tom Mix bij alle promoties voor deze film en mede als gevolg daarvan werd die niet alleen in de Verenigde Staten een succes, maar ook ver daarbuiten. De stomme film is waarschijnlijk verloren gegaan.

## Verhaal
Een jaloerse rivaal wijst Jim Dolan (Tom Mix) onterecht aan als veedief en hij wordt veroordeeld tot tien jaar gevangenisstraf. Jims vriendin brengt hem een in voedsel verborgen zaag en zorgt dat er een paard voor hem klaarstaat. Hij zaagt de tralies door en slaat op de vlucht. Als zijn paard niet meer verder kan, verstopt Jim zich onder water waarbij hij ademhaalt door de loop van zijn geweer. Toch vinden Apachen hem en hij wordt gevangengenomen. Zij binden hem vast aan de staart van een paard en slepen hem voor de lol over de grond. Maar hij wordt op tijd gered door een goudzoeker. De rivaal van Jim is ondertussen levensgevaarlijk gewond geraakt bij een vechtpartij in de saloon; op zijn sterfbed bekent hij dat hij had gelogen en Jim mag terug naar zijn vriendin.

## Rolverdeling
| Acteur          | Personage        |
| --------------- | ---------------- |
| Tom Mix         | Jim Dolan        |
| Lester Cuneo    | Ed Jones         |
| Nip Van         | John Wellington  |
| Victor Frith    | Tom Wellington   |
| Myrtle Stedman  | Grace Wellington |
| Rex De Rosselli | Brown            |
| Sid Jordan      | De sheriff       |
| Hugh Mosher     | Onbekend         |